# Ahome

Położenie gminy Ahome na mapie stanu Sinaloa

Ahome – gmina w meksykańskim stanie Sinaloa. Siedzibą władz gminy jest miasto Los Mochis. Według spisu z 2005 roku ludność gminy liczyła 231 977 osób. Nazwa gminy pochodzi od azteckich słów Atl (woda) i Ome (dwa). 
Charakter gminy jest zdeterminowany położeniem nad Morzem Korteza i 120 km wybrzeża na którym znaczna część ludności zajmuje się połowami. Najczęściej łowi się następujące owoce morza: krewetki, langusty, kalmary, kraby, sardyny pacyficzne, okonie morskie, pagrusy różowe, sardelowate, labraksy, atuny, marliny, rekiny młoty oraz małże i ostrygi. 
Równie ważna dziedzina zatrudnienia ludności to rolnictwo i hodowla zwierząt. Uprawy zajmują 40,17% powierzchni gminy. Najczęściej uprawia się ziemniaki, pszenicę, fasolę, ciecierzycę, soję, trzcinę cukrową, bawełnę, pomidory, kukurydzę i sorgo. 